# Burg Kreuzenstein
Burg Kreuzenstein er en borg nær Leobendorf i Niederösterreich, Østrig. Burg Kreuzenstein ligger 265 moh. Den blev opført oven på resterne af en fæstning fra den tidlige middelalder, der var gået i forfald og var blevet nedrevet under trediveårskrigen
Den blev bygget til Wilczek-familien, og blev genopbygget i 1800-tallet af grev Nepomuk Wilczek med penge fra familiens miner i Schlesien. Familien havde opkøbte dele af middelalderbygninger i hele Europa, som blev brugt til at opføre Kreuzenstein, og den kan derfor både ses som en ny go en original middelalderbygning.
Den har været brugt til flere filmindspilninger. Den bliver nogle gange forvekslet med Burg Liechtenstein, hvor filmen De Tre Musketerer blev indspillet i 1993.